# Albrechtice u Mostu

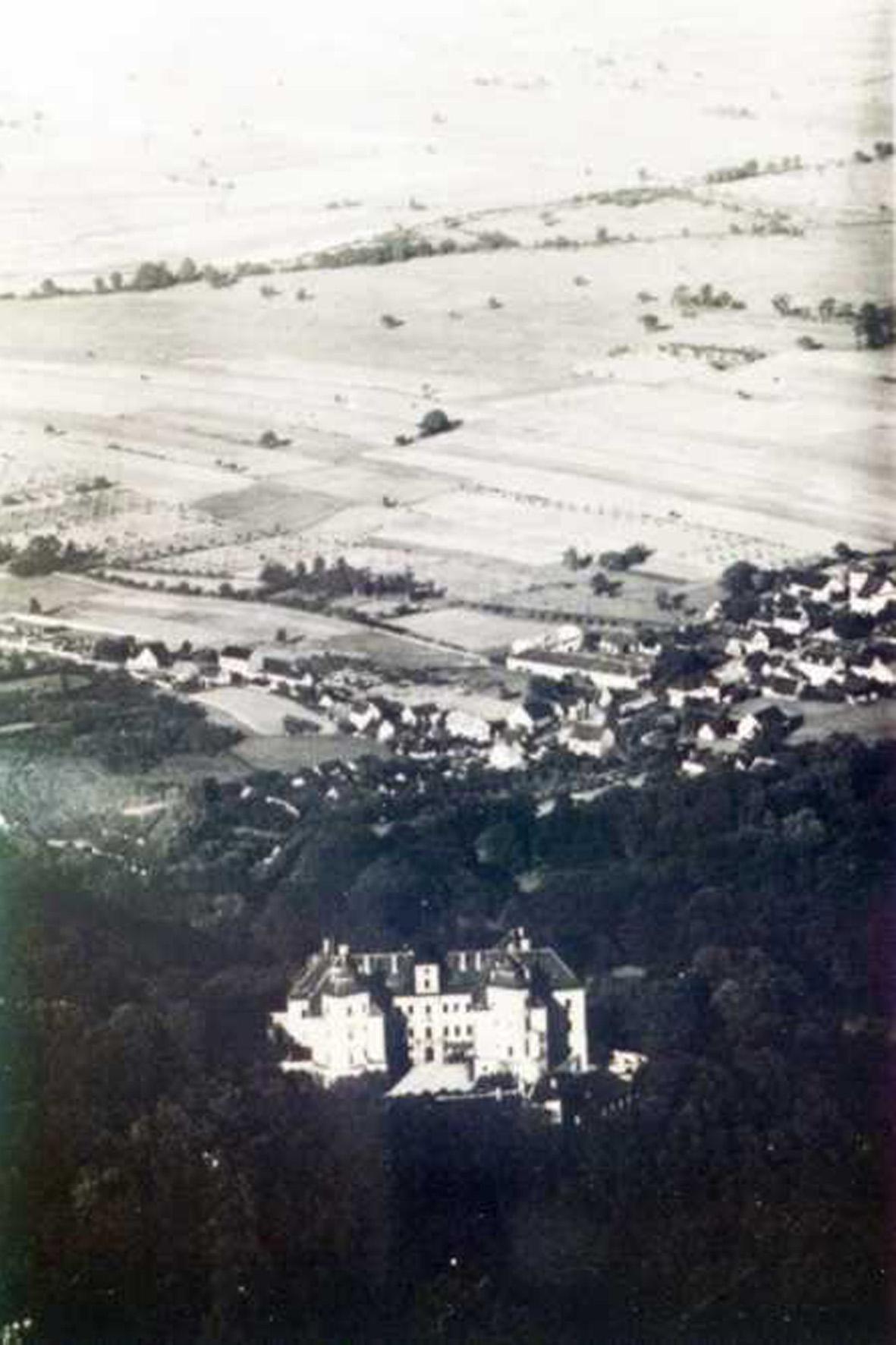
Blick vom Bärenstein auf Schloss Eisenberg und Ulbersdorf (um 1920)

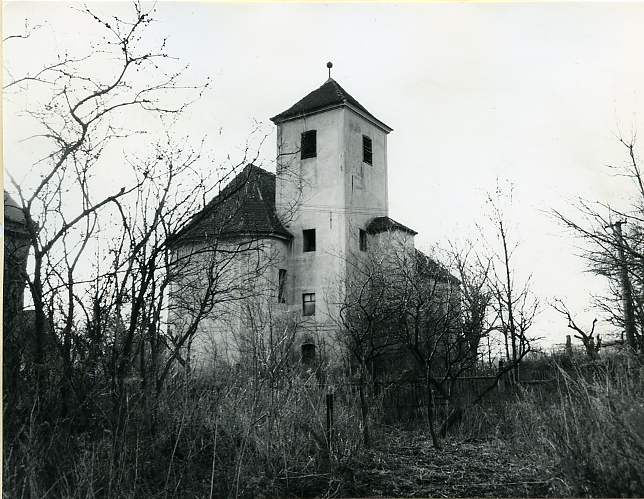
Kirche Allerheiligen in den 1970er Jahren

Albrechtice (deutsch Ulbersdorf, vorher Albertsdorf, Alberštorf, Olbrstorff, Albrechticze) ist eine Wüstung im Okres Most in Tschechien. An der Stelle des Dorfes befindet sich heute der Braunkohlengroßtagebau Lom ČSA. Albrechtice wird als Grundsiedlungseinheit der Stadt Horní Jiřetín geführt.

## Geographie
Albrechtice befand sich am Fuße des Erzgebirges am Rande der Seewiese (Komořanské jezero) im Nordböhmischen Becken. 
Nachbarorte waren Lniště (Flachsgrund) und Černice (Tschernitz) im Norden, Horní Jiřetín (Obergeorgenthal), Čtrnáct Dvorců (Vierzehnhöfen) und Dolní Jiřetín (Niedergeorgenthal) im Nordosten, Kopisty (Kopitz) im Osten, Souš (Tschausch) und Komořany (Kommern) im Südosten, Ervěnice (Seestadtl) und Dřínov (Bartelsdorf) im Süden, Kundratice (Kunnersdorf) und Podhůří (Schimberg) im Südwesten, Jezeří (Eisenberg) im Westen sowie Červená Jáma (Rothe Grube) und Mikulovice (Nickelsdorf) im Nordwesten.

## Geschichte
Erstmals erwähnt wurde das Dorf 1352 als Alberti villa, benannt ist es vermutlich nach Albrecht von Seeberg (Albert ze Žeberka). In den 1350er bis 1370er Jahren war es Eigentum von Nevlas ze Rvenic, der damals auch das Prädikat de Zee und de Ysemberg verwendete. Das Dorf könnte demnach auch eine Gründung der Herren von Ervěnice (z Rvenic) sein, den Erbauern der Burg Eisenberg in Jezeří.
1513 vermachte der kinderlose Adelige Sigmund Smolík ze Slavic sein Vermögen, darunter auch das Dorf, seinem Schwager Nikolaus Hochhauser von Hochhaus. Georg von Hochhaus ließ vor 1565 die Feste Alberg (Alberk) errichten, die wahrscheinlich zusammen mit einem Meierhof inmitten des Dorfes stand. Nach dem Ständeaufstand wurde dessen Besitz konfisziert und 1623 von Wilhelm von Lobkowicz erworben. Im Besitz der Familie Lobkowitz blieb Ulbersdorf bis 1848.
Die Bewohner lebten seit Beginn meist von der Landwirtschaft. Im 19. Jahrhundert begann der Nähe die Braunkohlenförderung im Schacht Guido Lyell. Bis zur Mitte des 19. Jahrhunderts blieb Ulbersdorf der Herrschaft Neundorf-Eisenberg untertänig.
Nach der Aufhebung der Patrimonialherrschaften bildete Ulbersdorf ab 1849 einen Ortsteil der Gemeinde Neundorf an der Biela im Gerichtsbezirk Görkau. Ab 1868 gehörte das Dorf zum Bezirk Komotau. Ab 1870 durchquerte die Aussig-Komotauer Eisenbahn das Dorf, ein Haltepunkt bestand in Ulbersdorf jedoch nicht. 1879 löste sich Ulbersdorf von Neundorf los und bildete mit den Ortsteilen Eisenberg und Tschernitz eine eigene Gemeinde. Der Name der erloschenen Feste Alberg wurde zum Ende des 19. Jahrhunderts fälschlicherweise auf die auf dem Bergsporn nördlich des Dorfes gelegenen Reste einer mittelalterlichen Burg übertragen. Ein Großteil der männlichen Bevölkerung war seit Ende des 19. Jahrhunderts im Bergbau beschäftigt. Die meisten Einwohner hatte das Dorf 1930, als in 133 Häusern 873 Menschen lebten. Tschernitz wurde in dieser Zeit nach Gebirgsneudorf umgemeindet. Nach dem Münchner Abkommen wurde die Gemeinde 1938 dem Deutschen Reich zugeschlagen und gehörte bis 1945 zum Landkreis Komotau. Nach dem Ende des Zweiten Weltkrieges kam Albrechtice zur Tschechoslowakei zurück. Die meisten der deutschsprachigen Einwohner wurden danach vertrieben. Im Zuge der Gebietsreform von 1960 wurde die Gemeinde vom Okres Chomutov in den Okres Most umgegliedert. Albrechtice ist zwischen 1981 und 1983 dem Braunkohle-Tagebau zum Opfer gefallen. Seine Fluren sind seit dem 1. Juli 1983 Bestandteil von Horní Jiřetín. 
Im Dorf befand sich die Kirche Allerheiligen, erbaut im 16. Jahrhundert mit Gruften der Familie Hochhauser aus den Jahren 1572, 1578 und 1585. Das Taufbecken aus dem 17. Jahrhundert befindet sich heute im Rathaus der Stadt Most, die Passionsäule aus dem 16. Jahrhundert in Mariánské Radčice.

## Ortsgliederung
Albrechtice ist eine zum Ortsteil Jezeří zuhörige Grundsiedlungseinheit der Stadt Horní Jiřetín. 
Die Fluren bilden den Katastralbezirk Albrechtice u Mostu.